# Вольно-Донское сельское поселение
Вольно-Донское сельское поселение — сельское поселение, входящее в состав Морозовского района Ростовской области.
Административный центр поселения — станица Вольно-Донская.

## Административное устройство
В состав Вольно-Донского сельского поселения входят:
- станица Вольно-Донская;
- хутор Алексеев;
- хутор Вальково;
- хутор Вишневка;
- хутор Власов;
- хутор Семеновка;
- хутор Сибирьки.

## Население
| 2010  | 2012  | 2013  | 2014  | 2015  | 2016  | 2017  |
| ----- | ----- | ----- | ----- | ----- | ----- | ----- |
| 1569  | ↘1533 | ↘1507 | ↘1479 | ↘1472 | ↘1450 | ↗1451 |
| 2018  | 2019  | 2020  | 2021  |       |       |       |
| ↘1443 | ↘1401 | ↘1386 | ↘1373 |       |       |       |